# Condor Flugdienst
Condor Flugdienst GmbH, thường rút ngắn thành Condor, là một hãng hàng không giải trí Đức có trụ sở tại Frankfurt. Hãng chủ yếu cung ứng các chuyến bay thường lệ tới các điểm đến nghỉ ngơi ở Địa Trung Hải, châu Á, châu Phi, Bắc Mỹ, Nam Mỹ và Caribbean. Cơ sở chính của hãng là sân bay Frankfurt từ đây hầu hết các chuyến bay đường dài khởi hành; căn cứ thứ cho chuyến bay Địa Trung Hải là sân bay Munich mà cũng có các chuyến bay đường dài, sân bay Hamburg, sân bay Düsseldorf, sân bay Stuttgart và sân bay Berlin Schönefeld.
Condor là hãng hàng không thương mại lớn thứ ba của Đức dựa trên kích thước đội bay và lượng hành khách bay. Hãng có trụ sở tại Gateway Gardens gần sân bay Frankfurt với một văn phòng chi nhánh quan trọng tại Schönefeld. Hãng là một công ty con của Thomas Cook Group của Anh, nhưng vẫn đối tác với mẹ trước đây của nó là Tập đoàn Lufthansa của Đức thông qua việc sử dụng chương trình Miles & More của Tập đoàn Lufthansa và sử dụng kinh doanh phòng trà tại sân bay Frankfurt.
Hãng ban đầu được thành lập với tên gọi Deutsche Flugdienst GmbH vào ngày 21/12/1955. Đội bay ban đầu của hãng bao gồm ba chiếc máy bay Vickers VC.1 Viking chở 36 hành khách, chuyến bay du lịch đầu tiên của hãng bắt đầu vào ngày 29/3/1956. Năm 1961, Deutsche Flugdienst tiếp quản đối thủ của nó là Condor-Luftreederei và sau đó lấy Condor Flugdienst GmbH làm tên hoạt động. Trong năm 1966, Condor đã thực hiện các chuyến bay đường dài đầu tiên của mình. Tại thời điểm này, hãng hàng không đã chiếm phần lớn thị phần du lịch hàng không của Đức. Trong những năm 1990, Condor được tái cấu trúc và sáp nhập với các doanh nghiệp khác để trở thành một công ty du lịch tổng hợp được biết đến với tên gọi C&N Touristik.

## Thỏa thuận liên danh
- airBaltic
- Air Dolomiti
- Air North
- Alaska Airlines
- Austrian Airlines
- BahamasAir
- Copa Airlines
- JetBlue Airways
- LOT Polish Airlines
- Lufthansa
- Sun Country Airlines
- Swiss International Air Lines
- Volaris
- WestJet

## Đội bay hiện tại
Tính đến tháng 6 năm 2024:
| Máy bay         | Đang hoạt động | Đặt hàng | Hành khách | Hành khách | Hành khách | Hành khách | Ghi chú                                                   |
| Máy bay         | Đang hoạt động | Đặt hàng | C          | P          | Y          | Tổng       | Ghi chú                                                   |
| --------------- | -------------- | -------- | ---------- | ---------- | ---------- | ---------- | --------------------------------------------------------- |
| Airbus A320-200 | 20             | —        | —          | 24         | 156        | 180        | Dừng hoạt động và thay thế bởi Airbus A320neo             |
| Airbus A320neo  | 1              | 14       |            | 24         | 156        | 180        | Giao hàng từ năm 2024                                     |
| Airbus A321-200 | 13             | —        | —          | 24         | 186        | 210        | Dừng hoạt động và thay thế bởi [Airbus A321neo            |
| Airbus A321-200 | 13             | —        | —          | 24         | 196        | 220        | Dừng hoạt động và thay thế bởi [Airbus A321neo            |
| Airbus A321neo  | 1              | 31       |            | 24         | 209        | 233        | Giao hàng từ năm 2024                                     |
| Airbus A330-900 | 17             | 4        | 30         | 64         | 216        | 310        | Giao hàng từ năm 2022                                     |
| Boeing 757-300  | 9              | —        | —          | 26         | 249        | 275        | Dừng hoạt động và thay thế bởi Airbus A321neo từ năm 2028 |
| Boeing 757-300  | 9              | —        | —          | 36         | 239        | 275        | Dừng hoạt động và thay thế bởi Airbus A321neo từ năm 2028 |
| Tổng cộng       | 61             | 49       |            |            |            |            |                                                           |

## Đội bay ngừng hoạt động
| Máy bay                    | Năm hoạt động | Năm dừng hoạt động | Ghi chú                                                                                    |
| -------------------------- | ------------- | ------------------ | ------------------------------------------------------------------------------------------ |
| Airbus A300B2              | 1979          | 1989               |                                                                                            |
| Airbus A300B4              | 1979          | 1989               |                                                                                            |
| Airbus A310-200            | 1985          | 1994               |                                                                                            |
| Airbus A310-300            | 1985          | 1994               |                                                                                            |
| Airbus A319-100            | 2011          | 2011               | 1 chiếc thuê từ Hamburg Airways                                                            |
| Airbus A330-200            | 2018          | 2019               | Tất cả thuê từ Air Transat. C-GJDA, C-GUFR, and C-GUBL khai thác bởi Thomas Cook Airlines. |
| Boeing 707-320B            | 1967          | 1981               |                                                                                            |
| Boeing 707-320C            | 1967          | 1981               |                                                                                            |
| Boeing 727-100             | 1965          | 1989               |                                                                                            |
| Boeing 727-200             | 1965          | 1989               |                                                                                            |
| Boeing 737-100             | 1969          | 1971               |                                                                                            |
| Boeing 737-200             | 1981          | 1988               |                                                                                            |
| Boeing 737-300             | 1987          | 1998               |                                                                                            |
| Boeing 747-200B            | 1971          | 1980               |                                                                                            |
| Boeing 747-400M            | 1993          | 1996               | Thuê từ Lufthansa                                                                          |
| Boeing 757-200             | 1990          | 2006               |                                                                                            |
| Convair CV-240             | 1957          | 1962               |                                                                                            |
| Convair CV-440             | 1957          | 1961               |                                                                                            |
| Douglas DC-8-33            | 1968          | 1969               |                                                                                            |
| Douglas DC-8-73CF          | 1985          | 1986               |                                                                                            |
| McDonnell Douglas DC-10-30 | 1979          | 1999               | Thay thế bởi Boeing 767-300ER                                                              |
| Fokker F27 Friendship      | 1965          | 1968               |                                                                                            |
| Hawker Siddeley HS-125     | 1971          | 1991               |                                                                                            |
| Vickers Viking             | 1956          | 1964               |                                                                                            |
| Vickers Viscount           | 1962          | 1969               |                                                                                            |
| Airbus A330-300            | 2022          | 2023               |                                                                                            |
| Boeing 767-300ER           | 1991          | 2024               |                                                                                            |

## Tai nạn và sự cố
- Ngày 17 tháng 10 năm 1958, một chiếc Deutsche Flugdienst (tên gọi của hãng hàng không lúc bấy giờ) Vickers VC.1 Viking (mã đăng ký D-BELA) trên một chuyến bay chở hàng đã phải hạ cánh bắt buộc gần Zele ở Bỉ do cháy động cơ. Khi va chạm, máy bay bốc cháy và bị phá hủy, nhưng cả ba thành viên phi hành đoàn đều sống sót.
- Ngày 31 tháng 7 năm 1960, một chiếc Deutsche Flugdienst Convair CV-240 (mã đăng ký D-BELU) trên đường từ Frankfurt đến Rimini đã gặp sự cố ở cả hai động cơ khi đến gần Sân bay Federico Fellini. Các phi công đã phải hạ cánh khẩn cấp cách đường băng 1000 m, dẫn đến cái chết của một hành khách (trong số 30 người, có thêm 4 thành viên phi hành đoàn) và máy bay bị dừng hoạt động.
- Ngày 20 tháng 7 năm 1970, một chiếc Boeing 737-100 (đăng ký D-ABEL) đang đến gần Sân bay Reus, đã va chạm với một máy bay hạng nhẹ Piper Cherokee thuộc sở hữu tư nhân (đăng ký EC-BRU) gần Tarragona, Tây Ban Nha. Piper Cherokee sau đó bị rơi, dẫn đến cái chết của ba người trên máy bay. Chiếc Boeing 737-100 Condor chỉ bị hư hỏng nhẹ, trong số 95 hành khách và 5 thành viên phi hành đoàn không có ai bị thương.
- Ngày 2 tháng 1 năm 1988 lúc 19:18 giờ địa phương, chuyến bay DE3782 khai thác bởi Boeing 737-200 (mã đăng ký D-ABHD) hình thức thuê chuyến từ Stuttgart đến İzmir, đã đâm vào một ngọn đồi gần Seferihisar khi đang đến gần Sân bay quốc tế Adnan Menderes, khiến tất cả 11 người hành khách và 5 thành viên phi hành đoàn thiệt mạng. Việc sử dụng sai các công cụ hỗ trợ điều hướng và thiếu tuân thủ các quy trình của hãng đặc biệt là về sự phối hợp của kiểm soát không lưu được đưa ra là những nguyên nhân gây ra tai nạn.
- Ngày 24 tháng 6 năm 1992, một chiếc Boeing 767-300 (đăng ký D-ABUZ) đã rẽ nhầm đường sau khi khởi hành từ Sân bay quốc tế Porlamar ở Venezuela trên một chuyến bay thuê chuyến trở về Đức, dẫn đến địa hình đồi núi ở độ cao thấp. Máy bay đâm vào cột buồm TV trên đỉnh El Copey (với độ cao 890 mét, đỉnh cao thứ hai trên Isla Margarita) bằng cánh trái của nó. Cánh máy bay bị hư hại đáng kể (nhưng sau đó có thể được sửa chữa) và các phi công đã cố gắng quay trở lại sân bay Porlamar mà không có ai trong số 251 hành khách và 12 thành viên phi hành đoàn trên máy bay bị thương.